# Territorio de Montana
El Territorio de Montana fue un territorio histórico organizado de los Estados Unidos de América que existió del 26 de mayo de 1864 hasta el 8 de noviembre de 1889, cuando fue admitido como el estado número 41 de la Unión con el nombre de Estado de Montana.

## Historia
El Territorio de Montana fue organizado fuera del ya existente Territorio de Idaho por ley del Congreso que fue promulgada por el presidente Abraham Lincoln el 26 de mayo de 1864. Las áreas al este de la divisoria continental habían sido anteriormente parte de los territorios de Nebraska y Dakota y habían sido adquiridas por los Estados Unidos en la compra de Luisiana.
El territorio también incluía una parte del Territorio de Idaho al oeste de la divisoria continental y al este de la Cordillera Bitterroot, que había sido adquirida por los Estados Unidos en el Tratado de Oregon, y originalmente incluida en el Territorio de Oregón. La parte del Territorio de Oregón que se convirtió en parte de Montana había sido escindido como parte del Territorio de Washington.
La frontera entre el Territorio de Washington y el Territorio de Dakota fue la división continental; sin embargo, la frontera entre el Territorio de Idaho y el Territorio de Montana siguió la Cordillera Bitterroot al norte de 46°30′ de latitud norte. Este cambio se debió en parte a que el Congreso unificó la zona con la creación del Territorio de Idaho en 1863, junto con las maniobras políticas subsiguiente de Sidney Edgerton, pronto a ser el primer gobernador del Territorio de Montana, y sus aliados en el Congreso. Ellos implementaron con éxito el cambio de límites que ganó los valles de Flathead y Bitterroot para el Territorio de Montana.
Los límites del territorio no cambiaron durante su existencia. Fue admitido en la Unión como el estado de Montana el 8 de noviembre de 1889.

## Conformación del territorio

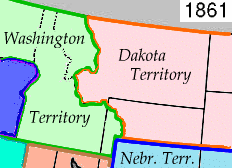
La región de Montana previa a la conformación del Territorio de Idaho.
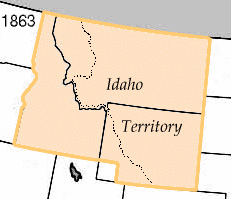
Territorio de Idaho en 1863.
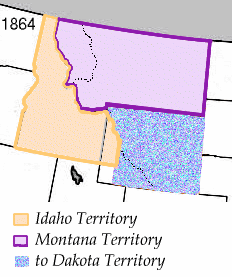
Secesión de Montana en 1864.

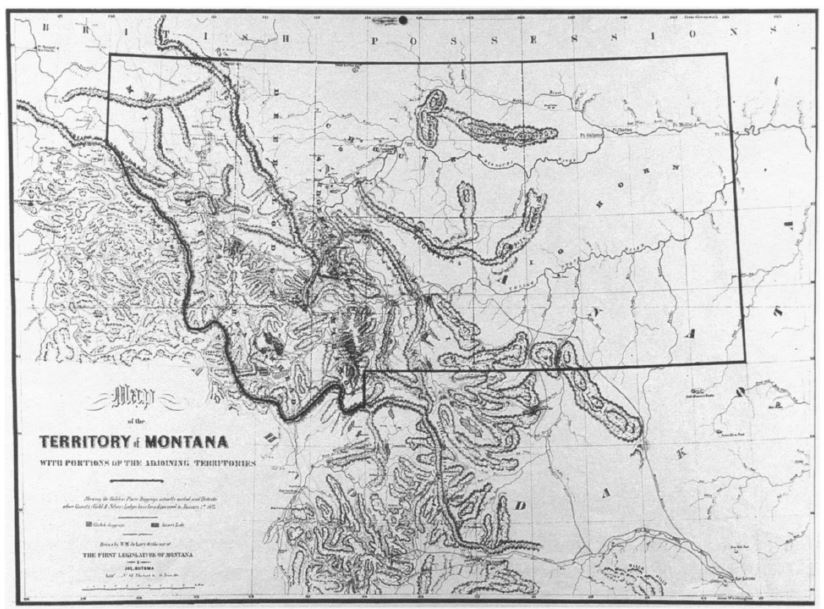
Territorio de Montana, 1865.
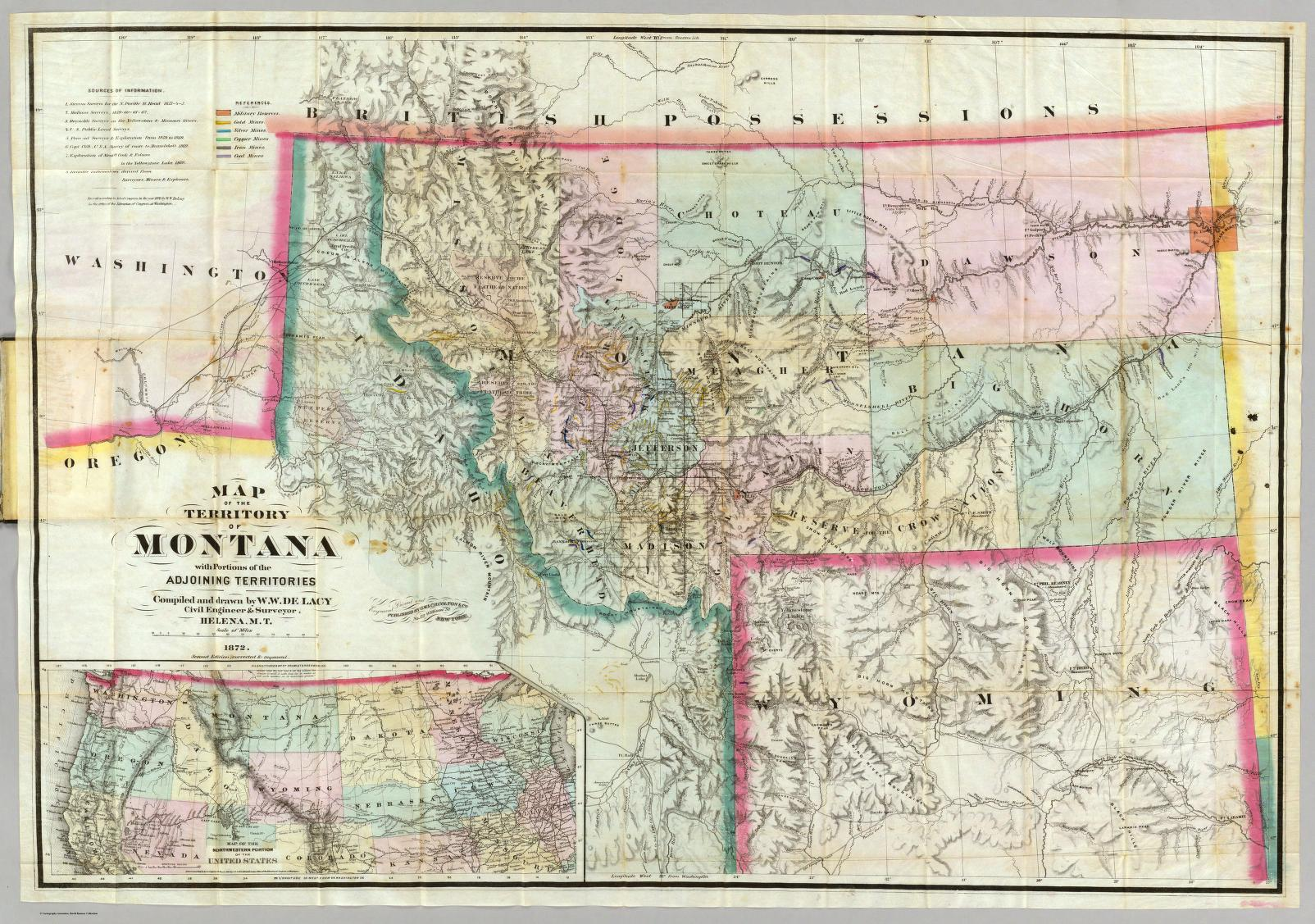
Territorio de Montana, 1872.
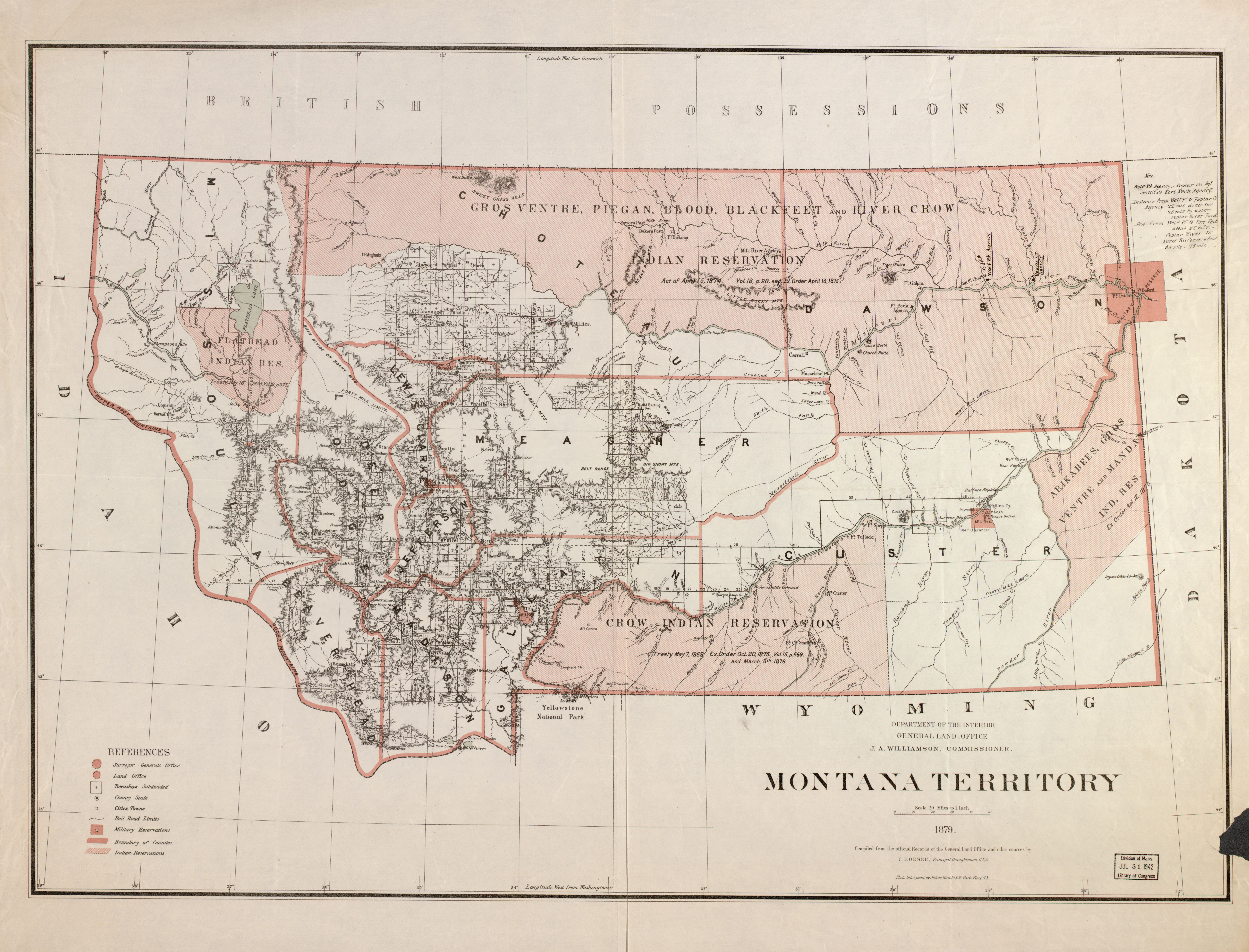
Territorio de Montana, 1879.